# Abbaye de la Dormition de Jérusalem
L’abbaye de la Dormition est un monastère de moines bénédictins se trouvant sur le mont Sion, à Jérusalem. Construite pour des moines allemands de Beuron de 1900 à 1910 l'abbaye rétablit la tradition monastique d'un monastère du Ve siècle.
La Dormition s'est appelée entre 1998 et 2006 Hagia Maria Sion (Sainte-Marie de Sion), pour rappeler l'église hiérosolymitaine byzantine Hagia Sion (la sainte Sion) construite à cet endroit en 415 par l'évêque Jean II de Jérusalem. La communauté est revenue au nom de la Dormition pour son centenaire en 2006. Elle est hors congrégation monasterium monachorum extra congregationes, c'est-à-dire qu'elle dépend directement de la confédération bénédictine.

## Histoire de la construction
La tradition locale, moins par convenance théologique que par volonté délibérée d'enrichir toujours davantage un site prestigieux, tient cet endroit pour l'emplacement de la « chambre haute » où les disciples se réunirent après l'Ascension. Une église de Sion y est attestée dès le IVe siècle. À partir du Ve siècle, d'autres traditions locales y fixent la dernière Cène, la maison de l'évangéliste Jean et de sa mère Marie, puis celle de Jacques, frère du Seigneur, d'où le remplacement de l'église par une basilique à cinq nefs. 
Une tradition apparue au VIIe siècle (probable confusion avec la tradition de la maison de l'évangéliste Jean et de sa mère Marie) fait de ce lieu, au voisinage du Cénacle, l'endroit où Marie, la mère de Jésus, serait entrée dans le sommeil éternel, ce que l'on appelle la Dormition. De là vient le nom du monastère ; l'église elle-même porte le nom de basilique de l'Assomption (ou de la Dormition).
La basilique tombe en ruines après la défaite des Croisés. La mémoire de la Dormition de la Vierge est abandonnée jusqu'en 1898. Cette année, l'empereur Guillaume II au cours de son pèlerinage officiel effectué à l'occasion de l'inauguration de l'église luthérienne du Rédempteur de Jérusalem, cherche à acquérir un terrain pour le compte de l'Association allemande de la Terre sainte (Deutscher Verein vom Heiligen Lande). 
Il achète au sultan Abdul-Hamid pour 120 000 marks-or un terrain sur le mont Sion .
L'architecte du diocèse de Cologne, Heinrich Renard (de) (1868-1928) se rend à Jérusalem l'année suivante. Il commence par fouiller le terrain et découvre des vestiges de la Hagia Sion byzantine ainsi que d'autres églises. La maîtrise d'œuvre est prise en charge par l'architecte Theodor Sandel qui habite sur place et fait partie de la Société des Templiers (Tempelgesellschaft en allemand).
La première pierre de l'abbaye et de la basilique est posée le 7 octobre 1900. En dix ans, la construction de la basilique et de l'abbaye est achevée. La basilique est consacrée par le patriarche latin le 10 avril 1910.
L'architecte Heinrich Renard, s'est inspiré de la cathédrale carolingienne d'Aix-la-Chapelle.

## La communauté bénédictine

### Congrégation de Beuron
Les premiers moines bénédictins venant de l'abbaye de Beuron, en Bavière, arrivèrent à Jérusalem en 1906. Ils furent internés en tant qu'Allemands après la guerre par les autorités britanniques de 1918 à 1921.
Le prieuré devient abbaye en 1926, toujours au sein de la congrégation de Beuron, réputée pour ses recherches historiques et théologiques. Les moines allemands furent internés pour la deuxième fois de 1939 à 1945. La troisième fois ce fut à la suite de la guerre d'indépendance d'Israël ; l'abbaye hiérosolymitaine se trouvait alors dans un no man's land entre Israël et la Jordanie. L'abbaye se trouva à nouveau sous le feu des belligérants durant la guerre des Six Jours en 1967.
Quittant la congrégation de Beuron en 1951, l'abbaye est rattachée à l'administration directe de l'abbé-primat de la confédération bénédictine, siégeant à Rome. Elle fait désormais partie du groupe d'abbayes dont le statut est celui de Monasterium monachorum extra congregationes (hors-congrégation) au sein de la confédération bénédictine. Elle a fondé le prieuré de Weston aux États-Unis en 1953.

### Aujourd'hui
On peut suivre une année d'études théologiques œcuméniques en allemand, en liaison avec l'abbaye, depuis 1972.
La communauté a élu elle-même pour la première fois en 1979 son abbé, le Père Nicolas Egender, moine de l'abbaye de Chevetogne (Belgique). Son successeur, Le Père Benedikt Lindemann, moine de l'abbaye de Königsmünster, a été élu en 1995. La chancelière fédérale allemande Angela Merkel a visité l'abbaye le 18 mars 2008. En 2023, c'est Nikodemus Schnabel qui est élu abbé.
La communauté bénédictine s'occupe également de l'administration de l'église de la Multiplication au bord du lac de Tibériade.

## Abbés
- Maurus Kaufmann, 1926-1948
- Leon von Rudloff, 1952-1968, † 1982
- Laurentius Klein, 1969-1979 (Abbé-administrateur, auparavant abbé de Saint-Matthias de Trèves)
- Nicolas Egender, 1979-1995
- Benedikt Lindemann, 1995-2011
- Gregory Collins, 2011-2016
  - 2016–2018: Nikodemus Schnabel (Prieur-Administrateur)
- Bernhard Maria Alter, 2018-2023
- Nikodemus Schnabel, depuis 2023

## Architecture
L'église de la Dormition est une rotonde comportant plusieurs niches qui abritent les autels latéraux et un chœur qui lui est annexé. Par deux escaliers en colimaçon, on arrive à la crypte (c'est là que Marie serait morte), ainsi qu'à la tribune de l'orgue et à la galerie. De là, on peut accéder à deux des quatre tours diagonales de l'église. Par respect pour le sanctuaire de l'époque musulmane Nebi Daud, à l'étage duquel se trouve le Cénacle, le clocher a été ramené plus en retrait pour que son ombre ne le touche pas. C'est pourquoi le clocher n'est pas directement accessible à partir de l'église.

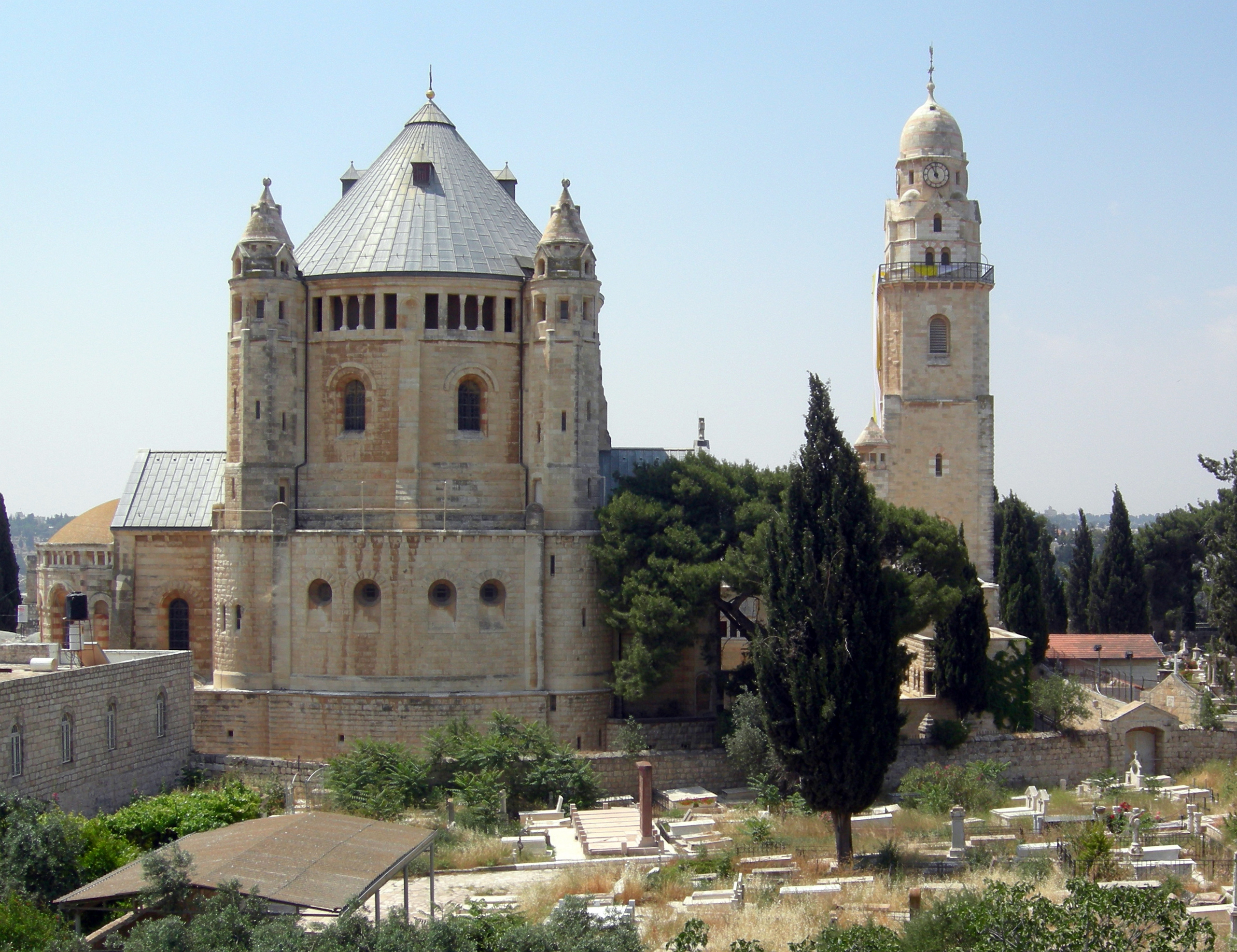
Vue de l'église.
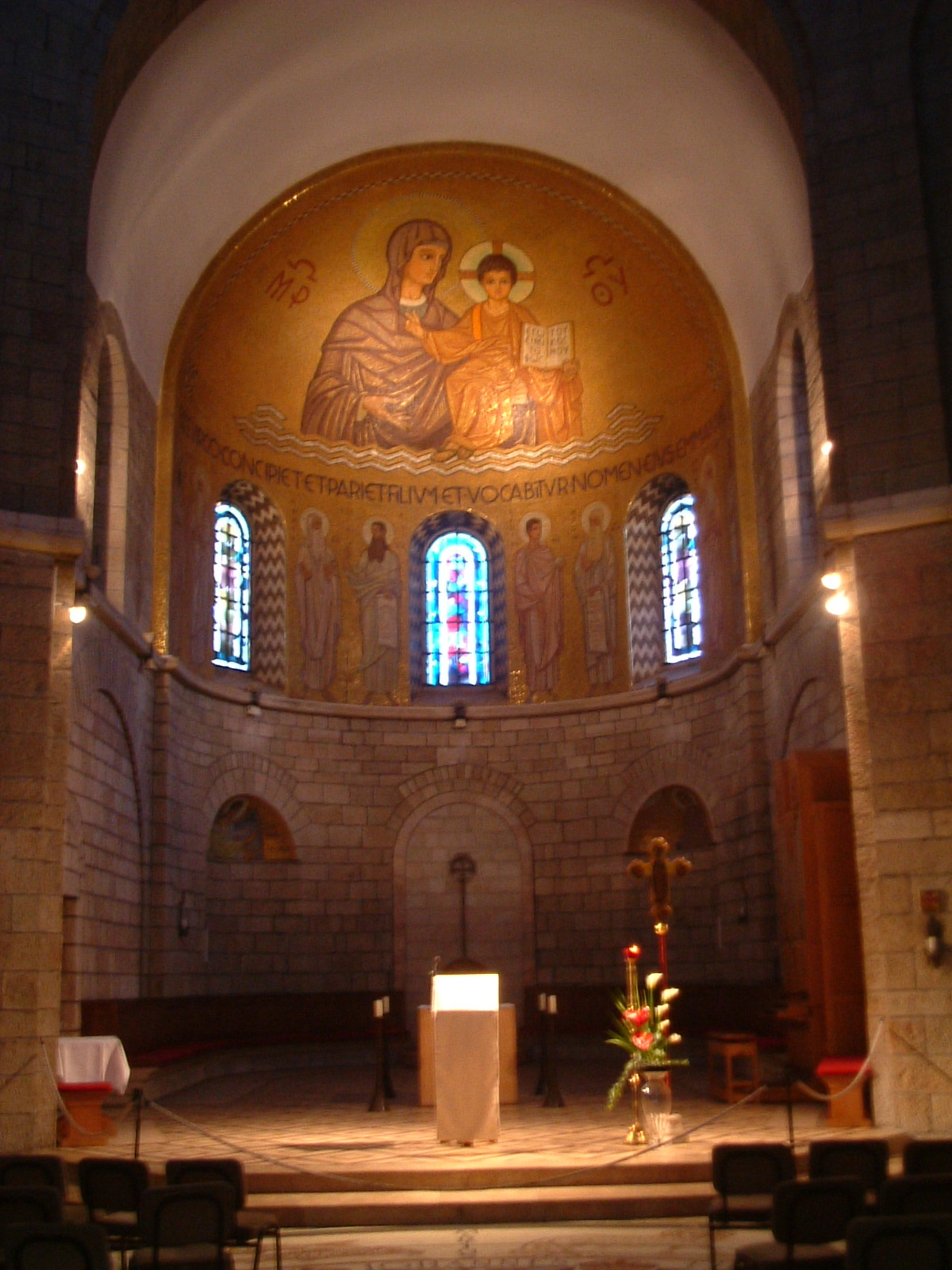
Vue de l'autel et de la mosaïque de la Vierge à l'Enfant.
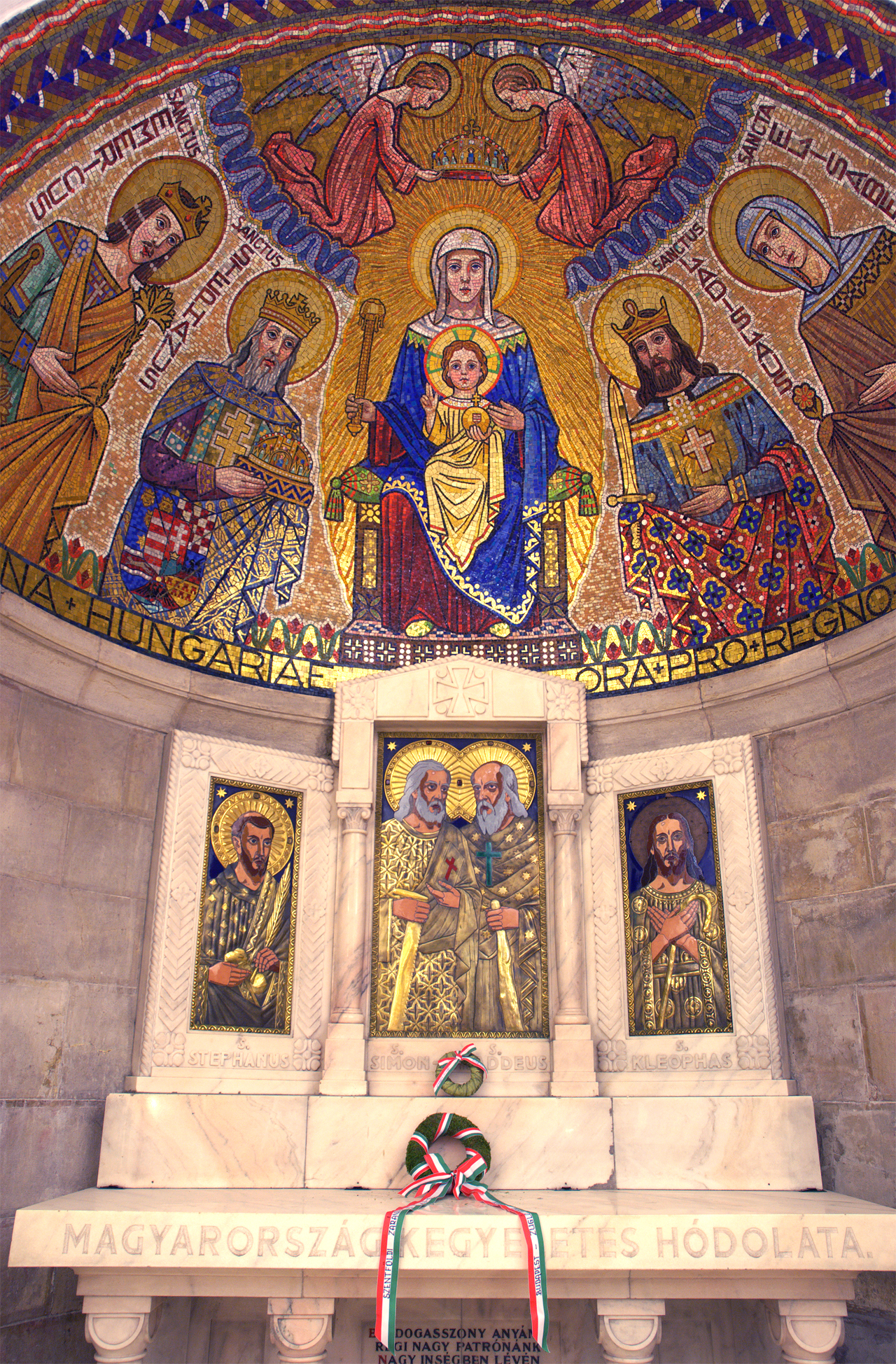
Chapelle hongroise, dans la crypte.
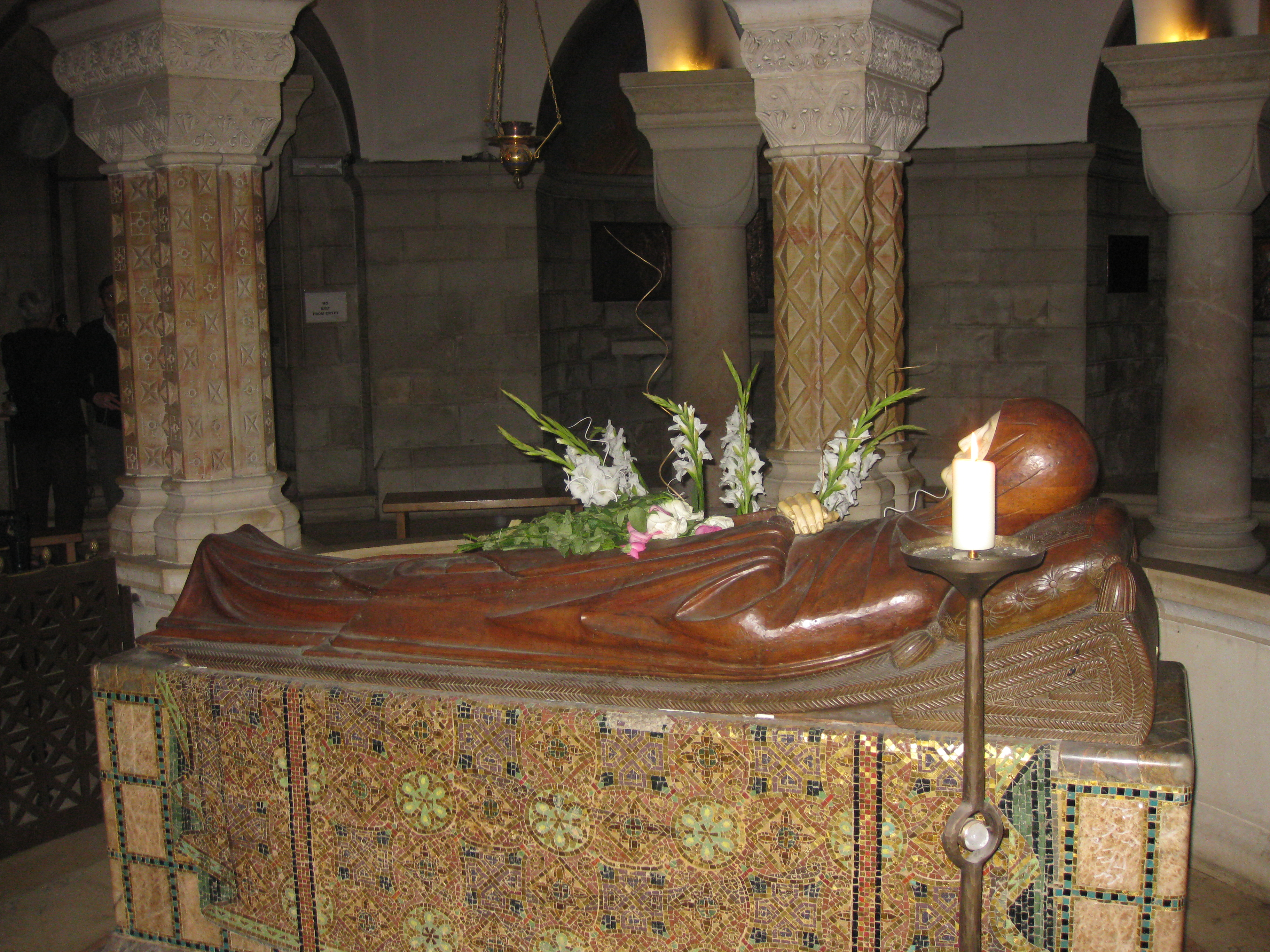
Mausolée[5] sur le lieu dit de la Dormition, dans la crypte.